# Liborius Wagner

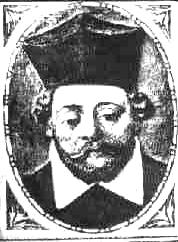
Liborius Wagner

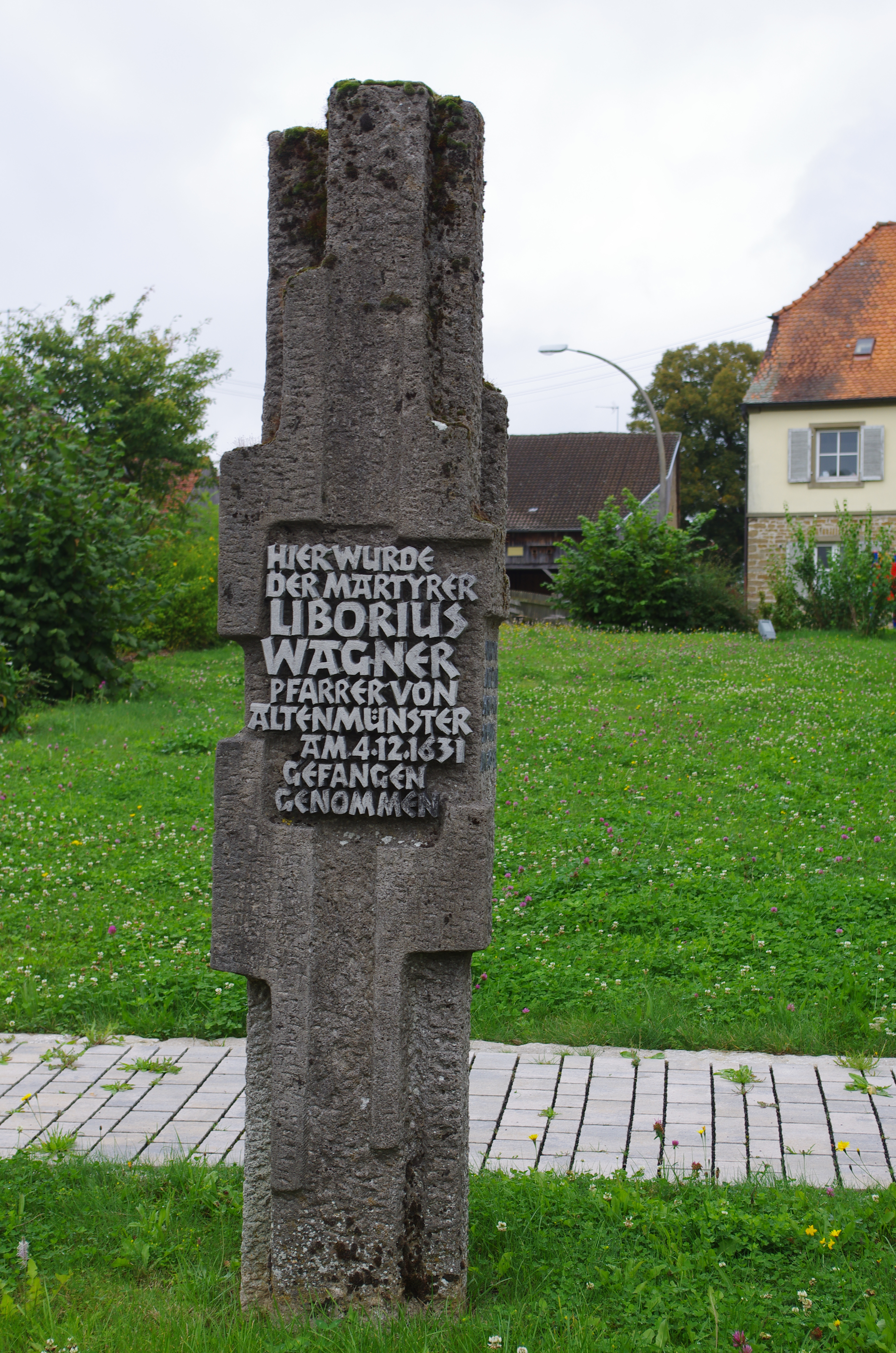
Gedenkteken in Reichmannshausen

Liborius Wagner (Mühlhausen (Thüringen), 5 december 1593 - Schonungen, 9 december 1631) was een Duits jezuïet en martelaar. Hij werd in 1974 zalig verklaard.

## Levensloop
Wagner werd geboren in een luthers gezin. Hij studeerde in verschillende steden en haalde een titel van magister. In 1622 verhuisde hij naar Würzburg. Hij ging er katholieke theologie en bekeerde zich onder invloed van enkele jezuïeten tot het katholicisme. Hij trad zelf toe tot de jezuïeten en werd in 1625 tot priester gewijd.
Hij werd aangesteld als priester in het overwegend protestantse Altenmünster. Zijn pogingen om de bevolking te bekeren naar het katholicisme zette kwaad bloed. Na de Zweedse overwinning in de Slag bij Breitenfeld (1631) en de opmars van het Zweedse leger richting Altenmünster, werd besloten tot de arrestatie van Wagner. Die laatste vluchtte naar het dorp Reichmannshausen waar hij zich verschool in een schoolgebouw. Kort daarna werd hij gevangen genomen en gevoerd naar het kasteel Mainberg in Schonungen. Daar werd hij gedurende vijf dagen gemarteld maar hij weigerde zijn geloof af te vallen. Wagner bezweek aan de martelingen en zijn lichaam werd in de Main geworpen. Daar werd het na enkele maanden opgevist.

## Verering
Wagner werd begraven in de kerk van Heidenfeld en zijn graf werd al snel een bedevaartsoord. Zijn marteldood werd door de katholieke zijde in de Dertigjarige Oorlog (1618-1648) ingezet als propagandamiddel. De cultus van Liborius Wagner bleef in stand en op 24 maart 1974 werd hij door paus Paulus VI zalig verklaard.